# Dundalk Football Club 2016
Questa voce raccoglie le informazioni riguardanti il Dundalk Football Club nelle competizioni ufficiali della stagione 2016.

## Stagione
Il Dundalk ha iniziato la stagione perdendo la Supercoppa d'Irlanda per 2-0 dal Cork City. Nella League of Ireland Cup è stato eliminato subito al secondo turno dal St Patrick's dopo i tempi supplementari. In FAI Cup ha raggiunto la finale dove ha affrontato il Cork City come nell'edizione 2015: differentemente dall'anno precedente, questa volta è stato il Cork City ad avere la meglio grazie ad una rete realizzata da Sean Maguire all'ultimo minuto del secondo tempo supplementare.
In campionato il Dundalk ha terminato al primo posto per il terzo anno consecutivo, vincendo il campionato con una giornata di anticipo e chiudendo con sette punti di vantaggio sul Cork City. David McMillan, attaccante del Dundalk, ha vinto la classifica dei marcatori con 16 reti realizzate in campionato.
L'avventura in Champions League si è dimostrata superiore alle aspettative con il Dundalk che ha raggiunto i play-off valevoli per l'accesso alla fase a gironi: nel secondo turno ha eliminato gli islandesi dell'FH grazie alla regola dei gol fuori casa, nel terzo turno ha eliminato i bielorussi del BATĖ ribaltando la sconfitta patita in trasferta, infine è stato eliminato ai play-off dai polacchi del Legia Varsavia. Nonostante la sconfitta il Dundalk è stato retrocesso nella fase a gironi della Europa League, dove è stato sorteggiato nel gruppo D assieme ai russi dello Zenit, agli olandesi dell'AZ e agli israeliani del Maccabi Tel Aviv. Il Dundalk ha concluso al quarto posto con quattro punti conquistati, frutto di una vittoria sul Maccabi Tel Aviv e un pareggio con l'AZ, venendo così eliminato dalla competizione.

## Organigramma societario
Area tecnica:
- Allenatore:  Stephen Kenny
- Assistente:  Gerry Spain
- Assistente:  Vinny Perth
- Preparatore dei portieri:  Steve Williams

Area sanitaria:
- Medico sociale:  Dr. Samir
- Massaggiatore:  Adam Kelly
- Fisioterapista:  Sam Rice
- Fisioterapista:  Fearghal Kerin

## Rosa
Rosa e numeri come da sito ufficiale.
| N. |                    | Ruolo | Calciatore        |
| -- | ------------------ | ----- | ----------------- |
| 1  | Irlanda (bandiera) | P     | Gary Rogers       |
| 2  | Irlanda (bandiera) | D     | Seán Gannon       |
| 3  | Irlanda (bandiera) | D     | Brian Gartland    |
| 4  | Irlanda (bandiera) | D     | Andy Boyle        |
| 5  | Irlanda (bandiera) | C     | Chris Shields     |
| 6  | Irlanda (bandiera) | C     | Stephen O'Donnell |
| 7  | Irlanda (bandiera) | C     | Daryl Horgan      |
| 8  | Irlanda (bandiera) | C     | John Mountney     |
| 9  | Irlanda (bandiera) | A     | David McMillan    |
| 10 | Irlanda (bandiera) | C     | Ronan Finn        |
| 11 | Irlanda (bandiera) | C     | Patrick McEleney  |
| 12 | Irlanda (bandiera) | D     | Shane Grimes      |
| 14 | Irlanda (bandiera) | D     | Dane Massey       |
| 15 | Irlanda (bandiera) | D     | Paddy Barrett     |

| N. |                             | Ruolo | Calciatore        |
| -- | --------------------------- | ----- | ----------------- |
| 16 | Irlanda (bandiera)          | A     | Ciarán Kilduff    |
| 17 | Irlanda (bandiera)          | C     | George Poynton    |
| 18 | Irlanda (bandiera)          | C     | Robbie Benson     |
| 19 | Irlanda del Nord (bandiera) | D     | Dean Shiels       |
| 20 | Irlanda (bandiera)          | A     | Ciaran O'Connor   |
| 21 | Irlanda (bandiera)          | C     | Darren Meenan     |
| 22 | Italia (bandiera)           | P     | Gabriel Sava      |
| 23 | Irlanda (bandiera)          | C     | Anton Reilly      |
| 24 | Irlanda (bandiera)          | D     | Alan Keane        |
| 26 | Irlanda (bandiera)          | A     | Michael O'Connor  |
| 28 | Irlanda (bandiera)          | C     | Keith Dalton      |
| 29 | Sudafrica (bandiera)        | C     | Carlton Ubaezuono |
| 30 | Irlanda (bandiera)          | P     | Ben Kelly         |
|    | Irlanda (bandiera)          | D     | Paul Finnegan     |

## Risultati

### Finale
| Arbitro: | Bob Rogers |

|              |           |  |
| Maguire 120’ | Marcatori |  |

### Supercoppa d'Irlanda
| Arbitro: | Graham Kelly |

|                         |           |  |
| Holohan 20’ Maguire 61’ | Marcatori |  |

### UEFA Champions League

#### Secondo turno
| Arbitro: | Nikola Popov |

|              |           |            |
| McMillan 66’ | Marcatori | 77’ Lennon |

| Arbitro: | Paolo Valeri |

|                            |           |                   |
| Hewson 19’ Finnbogason 80’ | Marcatori | 52’, 62’ McMillan |

#### Terzo turno
| Arbitro: | Yevhen Aranovsky |

|                 |           |  |
| Hardzjajčuk 70’ | Marcatori |  |

| Arbitro: | Jakob Kehlet |

|                              |           |  |
| McMillan 44’, 59’ Benson 90’ | Marcatori |  |

#### Play-off
| Arbitro: | Deniz Aytekin |

|  |           |                                   |
|  | Marcatori | 56’ (rig.) Nikolić 90+4’ Prijović |

| Arbitro: | Svein Oddvar Moen |

|                  |           |            |
| Kucharczyk 90+2’ | Marcatori | 19’ Benson |

### UEFA Europa League

#### Fase a gironi
Gruppo D
| Arbitro: | Clayton Pisani |

|             |           |             |
| Wuytens 61’ | Marcatori | 89’ Kilduff |

| Arbitro: | Andris Treimanis |

|             |           |  |
| Kilduff 72’ | Marcatori |  |

| Arbitro: | Miroslav Zelinka |

|            |           |                      |
| Benson 52’ | Marcatori | 71’ Mak 77’ Giuliano |

| Arbitro: | Luca Banti |

|                   |           |            |
| Giuliano 42’, 78’ | Marcatori | 52’ Horgan |

| Arbitro: | István Vad |

|  |           |             |
|  | Marcatori | 9’ Weghorst |

| Arbitro: | Robert Schörgenhofer |

|                               |           |                 |
| Ben Haim 21’ (rig.) Micha 38’ | Marcatori | 27’ (aut.) Dasa |

## Statistiche

### Statistiche di squadra
| Competizione         | Punti | In casa | In casa | In casa | In casa | In casa | In casa | In trasferta | In trasferta | In trasferta | In trasferta | In trasferta | In trasferta | Totale | Totale | Totale | Totale | Totale | Totale | DR  |
| Competizione         | Punti | G       | V       | N       | P       | Gf      | Gs      | G            | V            | N            | P            | Gf           | Gs           | G      | V      | N      | P      | Gf     | Gs     | DR  |
| -------------------- | ----- | ------- | ------- | ------- | ------- | ------- | ------- | ------------ | ------------ | ------------ | ------------ | ------------ | ------------ | ------ | ------ | ------ | ------ | ------ | ------ | --- |
| Premier Division     | 77    | 16      | 12      | 2       | 2       | 31      | 16      | 17           | 13           | 0            | 4            | 42           | 12           | 33     | 25     | 2      | 6      | 73     | 28     | +45 |
| FAI Cup              | -     | 3       | 2       | 1       | 0       | 9       | 2       | 2            | 2            | 0            | 0            | 3            | 1            | 6      | 4      | 1      | 1      | 12     | 4      | +8  |
| League of Ireland    | -     | 1       | 0       | 0       | 1       | 0       | 1       | 0            | 0            | 0            | 0            | 0            | 0            | 1      | 0      | 0      | 1      | 0      | 1      | -1  |
| Supercoppa d'Irlanda | -     | -       | -       | -       | -       | -       | -       | -            | -            | -            | -            | -            | -            | 1      | 0      | 0      | 1      | 0      | 2      | -2  |
| Champions League     | -     | 3       | 1       | 1       | 1       | 4       | 3       | 3            | 0            | 2            | 1            | 3            | 4            | 6      | 1      | 3      | 2      | 7      | 7      | 0   |
| Europa League        | -     | 3       | 1       | 0       | 2       | 2       | 3       | 3            | 0            | 1            | 2            | 3            | 5            | 6      | 1      | 1      | 4      | 5      | 8      | -3  |
| Totale               | -     | 26      | 16      | 4       | 6       | 46      | 25      | 25           | 15           | 3            | 7            | 51           | 22           | 53     | 31     | 7      | 15     | 97     | 50     | +47 |